# Dudley Lewis
Dudley Lewis (Swansea, Gales; 17 de noviembre de 1962 – 22 de junio de 2025) fue un futbolista galés que jugó en la posición de defensa.

## Carrera

### Club
| Periodo   | Club                        | Apariciones | Goles |
| --------- | --------------------------- | ----------- | ----- |
| 1980–1989 | Swansea City AFC            | 300         | 2     |
| 1989–1991 | Huddersfield Town AFC       | 34          | 0     |
| 1991      | → Halifax Town AFC (cedido) | 11          | 0     |
| 1991–1992 | Wrexham AFC                 | 9           | 0     |
| 1992      | Halifax Town AFC            | 13          | 0     |
| 1993      | Torquay United FC           | 9           | 0     |
| 1994–1995 | UWIC Inter Cardiff FC       | 27          | 0     |
| 1996–1997 | Carmarthen Town AFC         | 12          | 0     |

### Selección nacional
Jugó para Gales en una ocasión en junio de 1983 en el empate 1-1 ante Brasil en el Ninian Park.

## Logros
- Segunda División de Inglaterra (1): 1980-81
- Copa de Gales (4): 1980–81, 1981–82, 1982–83, 1988–89
- Welsh Football League Division Three (1): 1995-96